# Bachanowo
Bachanowo – wieś w Polsce położona w województwie podlaskim, w powiecie suwalskim, w gminie Jeleniewo.
Najstarsza wzmianka o Bachanowie pochodzi z 1775 roku, gdy mieszkańcy korzystali z usług kościoła w Jeleniewie. Wieś królewska ekonomii grodzieńskiej położona była w końcu XVIII wieku  w powiecie grodzieńskim województwa trockiego.
W latach 1954–1959 wieś należała i była siedzibą władz gromady Bachanowo, po jej zniesieniu w gromadzie Pawłówka Nowa. W latach 1975–1998 miejscowość administracyjnie należała do województwa suwalskiego.
Nieopodal wsi znajduje się Rezerwat przyrody Głazowisko Bachanowo oraz ścieżka edukacyjna Doliny Czarnej Hańczy. Na północ znajduje się Jezioro Hańcza.
We wsi była stacja kolejowa Bachanowo.